# Self (programmeertaal)
Self is een objectgeoriënteerde programmeertaal met prototype-based inheritance (prototype-gebaseerde overerving). Self werd met name ontworpen en gebruikt voor academische doeleinden op het gebied van onderzoek naar het ontwerpen en implementeren van programmeertalen.
Self werd ontworpen door David Ungar en Randall Smith in 1986/87 en publiek gemaakt in 1990. De taal is vooral bekend geworden als inspiratiebron voor JavaScript. 

## Hello World
Een Hello world-programma in Self:
```
(|  "Hello World in Self"
 hello = (| | 'Hello World!' print)
|)
```